# Leichtathletik-Europameisterschaften 1946/50 km Gehen der Männer

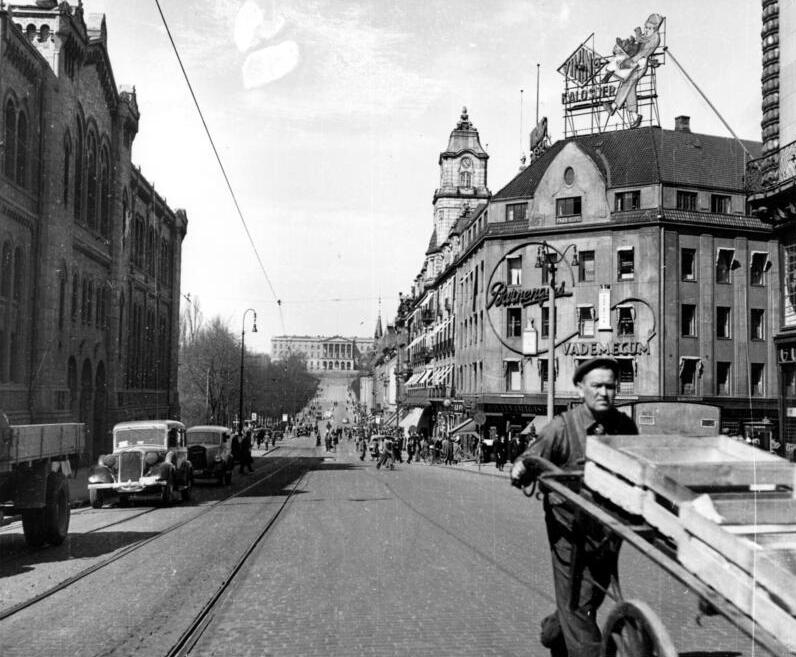
Oslo, Karl Johannesgat-Straße, mit dem königlichen Schloss im Hintergrund im Jahr 1942

Das 50-km-Gehen der Männer bei den Leichtathletik-Europameisterschaften 1946 wurde am 23. August 1946 auf den Straßen der norwegischen Hauptstadt Oslo ausgetragen.
In diesem Wettbewerb gab es mit Silber und Bronze zwei Medaillen für Großbritannien. Europameister wurde der Schwede John Ljunggren. Rang zwei belegte Harry Forbes. Bronze ging an Charles Megnin.

## Rekorde / Bestzeiten

### Bestehende Rekorde / Bestzeiten
| Weltbestzeit         | 4:23:40 h | Josef Doležal   | Podebrady, Tschechoslowakei | 4. August 1946    |
| Europabestzeit       | 4:23:40 h | Josef Doležal   | Podebrady, Tschechoslowakei | 4. August 1946    |
| Meisterschaftsrekord | 4:41:51 h | Harold Whitlock | EM Paris, Frankreich        | 4. September 1938 |

Anmerkung:

Rekorde wurden damals im Marathonlauf und Straßengehen wegen der unterschiedlichen Streckenbeschaffenheiten mit Ausnahme von Meisterschaftsrekorden nicht geführt.

### Rekordverbesserung
Der schwedische Europameister John Ljunggren verbesserte den bestehenden Meisterschaftsrekord im Wettkampf am 23. August um 3:31 Minuten auf 4:38:20 Stunden. Zur Europa- und Weltbestzeit fehlten ihm 14:40 Minuten.

## Finale
23. August 1946, 16.15 Uhr

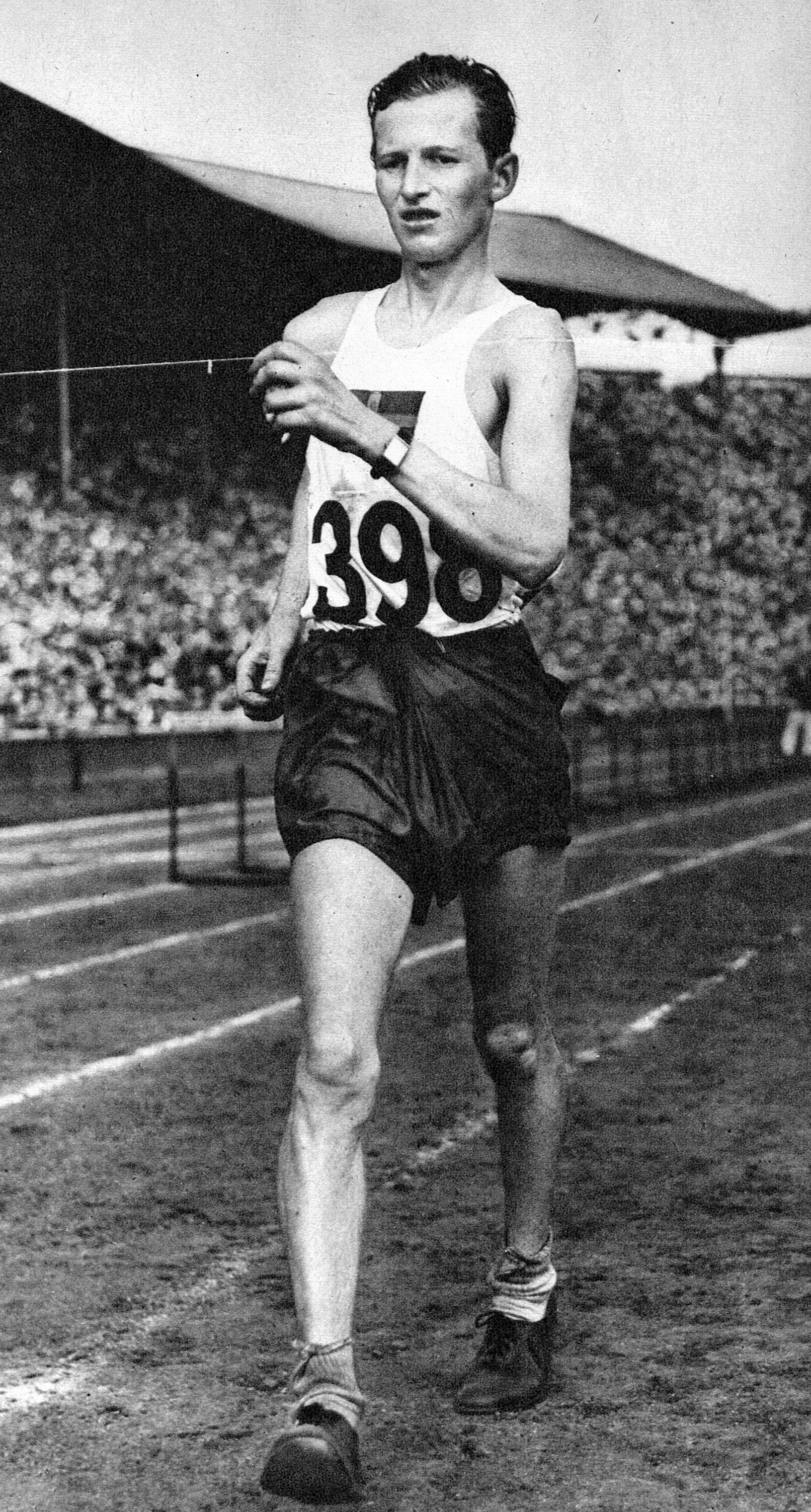
Europameister John Ljunggren

Bei der geringen Zahl von acht Teilnehmern gab es keine Vorausscheidungen, alle Geher traten gemeinsam zum Finale an.
| Platz | Name             | Nation           | Zeit (h)   |
| ----- | ---------------- | ---------------- | ---------- |
| 1     | John Ljunggren   | Schweden         | 4:38:20 CR |
| 2     | Harry Forbes     | Großbritannien   | 4:42:58    |
| 3     | Charles Megnin   | Großbritannien   | 4:57:04    |
| 4     | Oddvar Sponberg  | Norwegen         | 5:00:27    |
| 5     | Harry Kristensen | Dänemark         | 5:03:18    |
| DNF   | Harry Olsson     | Schweden         |            |
| DSQ   | Edgar Bruun      | Norwegen         |            |
| DSQ   | Josef Doležal    | Tschechoslowakei |            |